# Louise-Charlotte de Schleswig-Holstein-Sonderbourg-Augustenbourg
Louise-Charlotte de Schleswig-Holstein-Sonderbourg-Augustenbourg (en allemand Luise Charlotte von Schleswig-Holstein-Sonderburg-Augustenburg) est née à Augustenbourg le 13 avril 1658 et meurt à Königsberg le 2 mai 1740. Elle est la fille du duc Ernest-Gonthier de Schleswig-Holstein-Sonderbourg-Augustenbourg (1609-1689) et la princesse Augusta de Schleswig-Holstein-Sonderbourg-Glücksbourg (1633-1701). 

## Mariage et descendance
Le 1er janvier 1685 elle se marie à Augustenbourg avec Frédéric-Louis de Schleswig-Holstein-Sonderbourg-Beck (1653-1728), fils du duc Auguste-Philippe de Schleswig-Holstein-Sonderbourg-Beck (1612-1675) et de la comtesse Marie-Sybille de Nassau-Sarrebruck (1628-1699). Le mariage aura onze enfants :
- Dorothée de Schleswig-Holstein-Sonderbourg-Beck (1685-1761), en 1709, elle épousa le margrave Georges-Frédéric-Charles de Brandebourg-Bayreuth (1688-1735), (divorcés)
- Frédéric-Guillaume II de Schleswig-Holstein-Sonderbourg-Beck (1687-1749), duc de Schleswig-Holstein-Sonderbourg-Beck, en 1707, il épousa la comtesse Louise Dabrowa, (fille de Vladislav von Loos). Veuf, il épousa en 1721 Ursula de Dohna-Schlodien (1700-1761), (deux enfants : dont Frédéric Guillaume III de Schleswig-Holstein-Sonderbourg-Beck
- Frédéric de Schleswig-Holstein-Sonderbourg-Beck (1688-1688)
- Sophie de Schleswig-Holstein-Sonderbourg-Beck (1689-1693)
- Charles-Louis de Schleswig-Holstein-Sonderbourg-Beck (1690-1774), duc de Schleswig-Holstein-Sonderbourg-Beck, en 1730, il épousa Anna Karolina Orzelska (1707-1769), (fille naturelle de l'électeur de Saxe, roi Auguste II de Pologne)
- Amélie de Schleswig-Holstein-Sonderbourg-Beck (1691-1693)
- Philippe de Schleswig-Holstein-Sonderbourg-Beck (1693-1729)
- Louise de Schleswig-Holstein-Sonderbourg-Beck (1694-1773), en 1737, elle épousa Albert von Seeguth (†1768)
- Pierre-Auguste de Schleswig-Holstein-Sonderbourg-Beck, duc de Schleswig-Holstein-Sonderbourg-Beck
- Sophie-Henriette de Schleswig-Holstein-Sonderbourg-Beck (1698-1768), en 1736, elle épousa Albert-Christophe de Dohna-Leistenau (ca) (†1752)
- Charlotte de Schleswig-Holstein-Sonderbourg-Beck (1700-1785), elle fut abbesse de Quedlinbourg.